# Dryopomera cataractensis
Dryopomera cataractensis là một loài bọ cánh cứng trong họ Oedemeridae. Loài này được Švihla miêu tả khoa học năm 2005.